# خانه محمود طالقانی
خانه محمود طالقانی مربوط به دوره معاصر است و در شهرستان طالقان، روستای گیلیرد واقع شده و این اثر در تاریخ ۱۲ اردیبهشت ۱۳۷۷ با شمارهٔ ثبت ۲۰۰۹ به‌عنوان یکی از آثار ملی ایران به ثبت رسیده است.